# Caradrina bactriana
Caradrina bactriana là một loài bướm đêm trong họ Noctuidae.